# Воронинське сільське поселення
Воро́нинське сільське поселення (рос. Воронинское сельское поселение) — сільське поселення у складі Томського району Томської області Росії.
Адміністративний центр — присілок Воронино.
Населення сільського поселення становить 2806 осіб (2019; 2600 у 2010, 2591 у 2002).

## Склад
До складу сільського поселення входять:
| Населений пункт          | Населення, осіб (2002) | Населення, осіб (2010) |
| ------------------------ | ---------------------- | ---------------------- |
| Воронино, присілок       | 947                    | 1053                   |
| Мілоновка, присілок      | 12                     | 3                      |
| Новомихайловка, присілок | 277                    | 289                    |
| Омутне, присілок         | -                      | 7                      |
| Семилужки, село          | 1006                   | 1017                   |
| Сухоріч'є, село          | 349                    | 231                    |